# Les Pèlerins (archipel)
Pour les articles homonymes, voir Les Pèlerins.
Les Pèlerins est un archipel qui s'étire sur 7,5 kilomètres, en face de Saint-André-de-Kamouraska à une douzaine de kilomètres au sud-ouest de la Pointe de la Rivière-du-Loup au Québec.

## Toponymie
Le capitaine Richard Testu de La Richardière mentionne, en 1735, «Dans les pellerins», tandis que Nicolas Bellin inscrit Ilets des Pèlerins sur sa carte de 1744. L'origine et la signification de ce nom demeurent floues, les sources orales proposent quatre explications.

## Géographie
Les Pèlerins émergent du Saint-Laurent à 3 km de la rive, face à Saint-André-de-Kamouraska et en face de Port-au-Persil sur la rive nord. À cet endroit de l'estuaire, le fleuve a 16 km de largeur. L’archipel Les Pèlerins est à 7 km de la pointe sud de l'île aux Lièvres, qui est au centre du fleuve.
Les Pèlerins se trouvent dans l'estuaire du Saint-Laurent à 3 km de la rive, face à Saint-André-de-Kamouraska et sont composés de cinq îles:
Les 2 îles les plus au sud-ouest du groupe
- Le Petit Pèlerin, île longiforme de 1,3 km de longueur par seulement 150 m de largeur. Un étroit chenal la distingue, à peine, de l'île Le Long Pèlerin.
- Le Long Pèlerin, l'île est une bande étroite et en droite ligne avec la précédente (en fait, elles sont bout-à-bout); elle fait 4,25 km par 150 m.

Le centre de l’archipel
- Le Pèlerin du Jardin, île coincée entre Le Long Pèlerin, à l'ouest et Le Pèlerin du milieu à l'est. Elle fait 1,6 km par 300 m; un étroit chenal la sépare de celle à l'est.
- Le Pèlerin du Milieu, 2e île du centre de l’archipel, directement à l'est de l'île Le Pèlerin du Jardin. C'est la plus large du groupe et la plus grande, elle fait 1,5 km par 500 m.

L'île la plus au nord-est du groupe

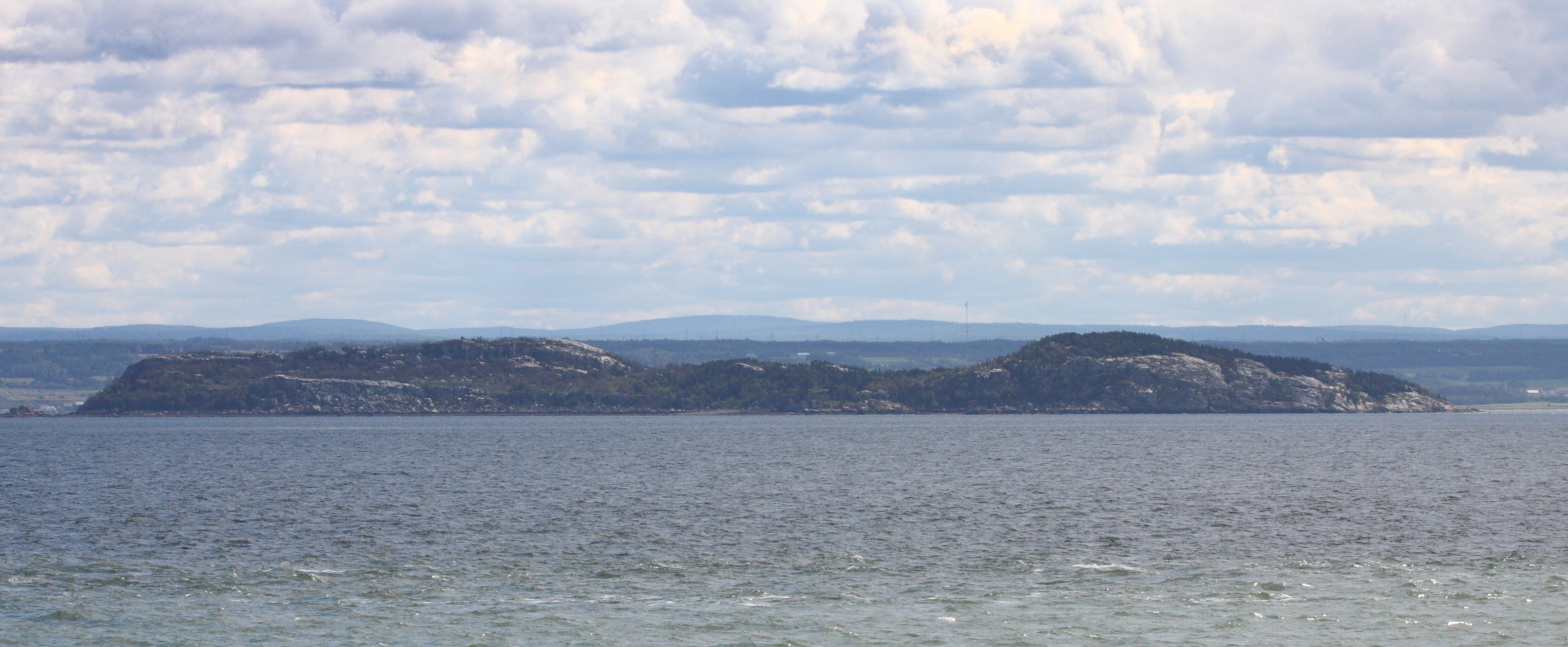
Le Gros Pèlerin

- Le Gros Pèlerin, cette île est détachée du groupe. Elle est la plus à l'est et la plus au nord de l’archipel. Ses dimensions de 1,2 km par 450 m la situent au 2e rang  en superficie dans l’archipel.

## Histoire

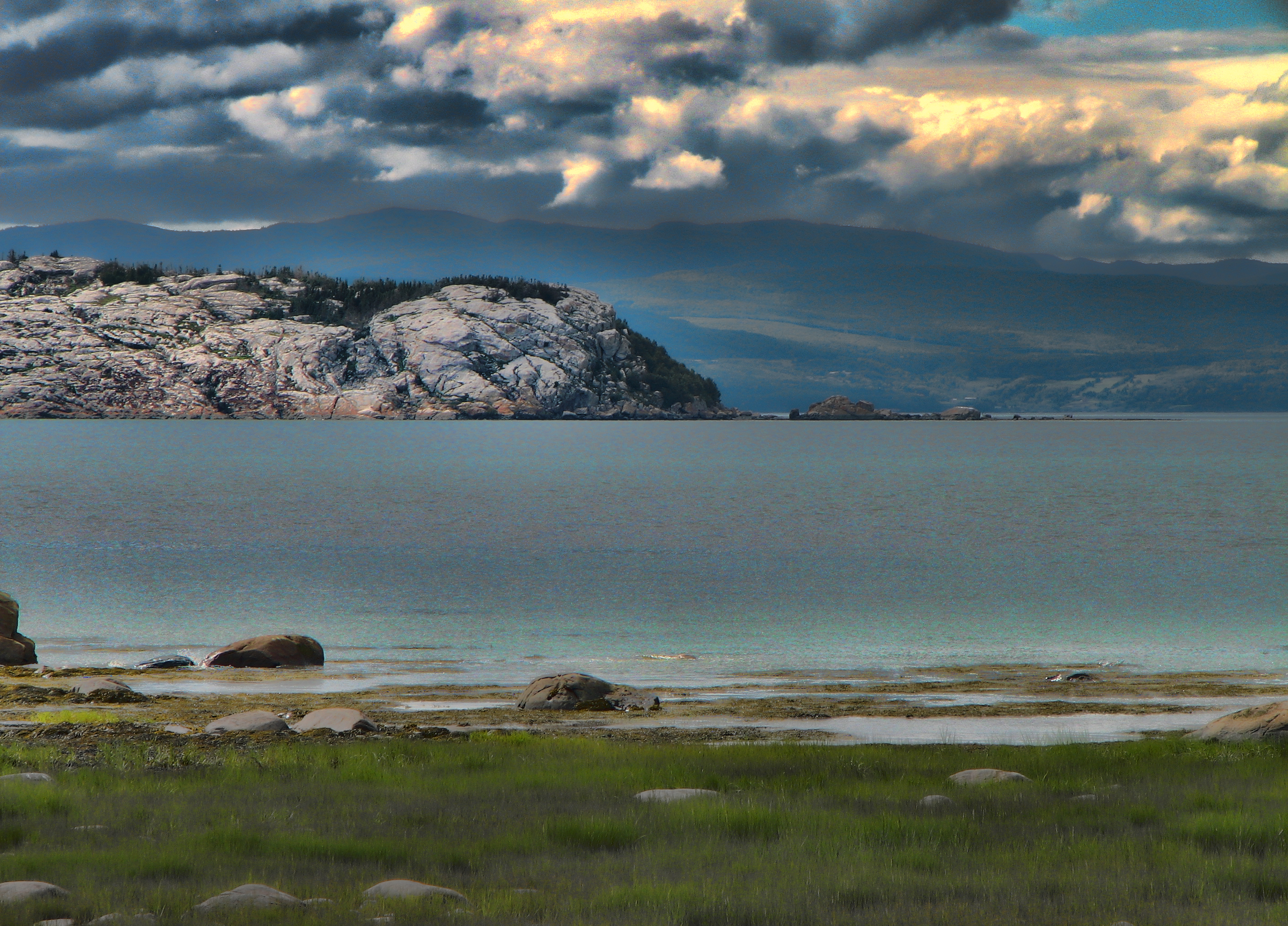
Pointe est du Gros Pèlerin.

Les îles ont été concédées le 11 mai 1697 par le gouverneur Frontenac à Jean-Baptiste-François Deschamps de La Bouteillerie, ainsi qu'à Étienne Laudron et à Louis de Niort, pour y créer un établissement de pêche et de chasse au loup marin, selon les procès-verbaux de Mathieu-Benoît Collet, procureur général du roi au Conseil supérieur de Québec. La société sans but lucratif Duvetnor a acheté l'archipel en 1979 et assure la protection et le développement de l'archipel depuis cette date.

## Faune
Une multitude d'oiseaux nidifient sur ces îles. C'est entre autres le lieu d'habitat des petits pingouins.

## Territoire protégé
Une partie du Long Pèlerin est inclus dans réserve nationale de faune des îles de l'Estuaire
Une multitude d'oiseaux nidifient sur ces îles qui sont, depuis 1984, administrées par la Société de conservation de l'archipel des Pèlerins. Cette corporation a été mise sur pied par la Société Duvetnor.

## Tourisme
La Société Duvetnor organise des excursions en bateau autour des îles.